# 山本雅弘
山本 雅弘（やまもと まさひろ、1951年5月23日 - ）は、石川県白山市出身の野球指導者。星稜中学校、遊学館高等学校の監督を歴任した。理論（ビデオ分析等）立てた指導で知られる。

## 来歴
白山市立鳥越中学校在学時は軟式野球部に所属。石川県立金沢桜丘高等学校在学時には陸上競技に打ち込んだ。教員を目指して日本体育大学に進学し、卒業後は星稜高等学校に赴任。1990年に同校付属の星稜中学校野球部監督に就任すると11年の在任期間中に9度の全国大会に出場。全国中学校軟式野球大会で2度、全日本少年軟式野球大会で1度それぞれ優勝を果たす。同校は全国で唯一全国中学校軟式野球大会と全日本少年軟式野球大会の両方で優勝経験のある学校であると同時に、両大会での優勝経験を持つ監督は山本と後任の田中辰治のみである。
2000年の秋、それまで女子校であった遊学館高等学校の共学化に伴い設立される野球部の監督就任を打診され承諾。同校野球部は創部後史上最速の1年4ヶ月で第84回全国高等学校野球選手権大会に出場。1･2年生だけのチームでベスト8まで進出した。
同校野球部躍進の背景には、小嶋達也、行田篤史に代表される石川県外の優秀な選手の存在はもとより、嘗て山本が指導していた星稜中学校から、山本を慕い遊学館に進路を変更した選手の存在が大きい。また、いち早く動画解析などを取り入れ急速に石川県を代表するチームを作る。1,2年生だけで甲子園出場果たし、中でも小嶋投手の3試合43奪三振、行田選手の夏の甲子園大会通算1000号本塁打と一躍、時の人となる。その代表が鈴木将光である。対照的に、星稜は有力な選手の供給源であった付属中学校からの進学者がライバル校に流出したため長期に亘る低迷を余儀なくされた。山本の遊学館就任は石川県の高校野球の勢力図を大きく変えたとされている。
2020年度には日本高等学校野球連盟から「育成功労賞」を授与された。
2021年夏の大会を最後に遊学館高校の監督を勇退することが公表された。後任監督には遊学館高校野球部創設時から二人三脚で来た部長の中川光雄が就任する。最後の夏は石川県大会準決勝まで勝ち進むも後に県大会優勝の小松大谷高等学校に敗退し、最後の夏を終えた。
遊学館高校監督の退任後は同じ石川県内の金沢大学附属高等学校の外部コーチに就任。
2024年3月からは石川県内の社会人軟式野球チームの中谷商事の監督に就任。並行して高校野球のテレビ解説者も務める。
また2024年春には旧友に誘われる形で高齢の選手が活躍する軟式野球チーム「元気いしかわ」に加入し、選手としてプレー。2025年からは監督も兼任。同年7月に滋賀県で開催される第79回国民スポーツ大会の還暦軟式野球、同年11月には遊学館高校が甲子園に出場した2015年夏以来となる阪神甲子園球場で開催の「第9回おじいちゃんの甲子園」に出場。選手として甲子園球場に立つのは初めてとなる。

## 主な教え子
- 小嶋達也（大阪ガス - 阪神タイガース）（野球部1期生）
- 鈴木将光（広島東洋カープ）（野球部3期生）
- 行田篤史（明治大学-三菱自動車岡崎）（野球部1期生）
- 三木亮（上武大学-千葉ロッテマリーンズ）
- 牧野翔矢（埼玉西武ライオンズ）
- 石森大誠（東北公益文科大学-熊本ゴールデンラークス-火の国サラマンダーズ-中日ドラゴンズ）[5]
- 保科広一（創価大学-読売ジャイアンツ）